# Marijanci
 Marijanci  è un comune della Croazia di 2 719 abitanti della Regione di Osijek e della Baranja.